# Katriina
Katriina ist ein weiblicher Vorname.

## Herkunft und Bedeutung
Der Name ist die finnische Kurzform von Katariina. Weitere Varianten sind Iina, Kaija, Kaisa, Kata, Kati, Katri und Riina.

## Bekannte Namensträgerinnen
- Katriina Elovirta (1961–2018), finnische Fußballschiedsrichterin, Fußballspielerin und Sportfunktionärin
- Kiira Linda Katriina Korpi (* 1988), finnische Eiskunstläuferin
- Virpi Katriina Kuitunen (* 1976), finnische Skilangläuferin
- Senja Katriina Mäkitörmä (* 1994), finnische Leichtathletin
- Tuula Katriina Puputti (* 1977), finnische Eishockeytorhüterin
- Essi Katriina Sainio (* 1986), finnische Fußballspielerin